# Chabuata noctuiformis
Chabuata noctuiformis är en fjärilsart som beskrevs av Achille Guenée. Chabuata noctuiformis ingår i släktet Chabuata och familjen nattflyn. Inga underarter finns listade i Catalogue of Life.